# توطئه در دربار
توطئه در دربار (کره‌ای: 한성별곡; لاتین‌نویسی اصلاح‌شده: Hanseongbyeolgok) یک مجموعهٔ تلویزیونی کره جنوبی سال ۲۰۰۷ در ژانر تاریخی است که از شبکهٔ کی‌بی‌اس۲ روی آنتن رفت.

## بازیگران
- جین یی-هان در نقش پارک سانگ-کیو
- کیم ها-اون در نقش لی نا-یونگ
- لی چون‌هی در نقش یانگ مان-اوه
- آن نه-سانگ در نقش پادشاه جونگ‌جو
- جونگ ئه-ری در نقش ملکه مادر (دِه‌بی)
- دو جی-وون در نقش وول‌هیانگ
- کیم اونگ-سو در نقش پارک این-بین
- هان جونگ-سو در نقش سو جو-پیل
- پارک سون-یونگ در نقش بانو جو (سانگ-گونگ)
- پارک گی-هیون در نقش شیم مین-گو
- نام ایل-وو در نقش چه سونگ-هوان
- جانگ هیون سونگ در نقش لی جه-هان
- کیم میونگ-سو در نقش سر خدمتکار پارک
- جو هیون در نقش وزیر پرسنل
- پارک سو-هیون در نقش چوی ایل-وو
- به سونگ-وو در نقش کانگ دو-سول
- جو سونگ-ایل در نقش دو سانگ-چون
- پارک چول-مین در نقش فرمانده پلیس پایتخت
- لی می-جی در نقش بانو اوم (گی-این)
- لی سونگ در نقش لی چام-پان، پدر لی نا-یونگ
- کیم یونگ-ئه در نقش بانو هان (سانگ-گونگ)
- سا هیون-جین در نقش بانو پارک (سانگ-گونگ)
- کیم کیونگ-ریونگ در نقش هان دو-هی
- جون ایل-بوم در نقش شین سونگ-دو
- گو این-بوم در نقش کانگ گوک-سو
- کیم میونگ-گوک در نقش هونگ هنگ-سو
- پارک پال-یونگ در نقش هونگ مان-کی
- لی ده-رو در نقش نو گِک-جو
- جونگ جین در نقش کانگ جه-سون
- جونگ جین-گاک در نقش چوی یی-وون
- کیم هی-ریونگ در نقش مادر لی نا-یونگ